# 戴莫氏魮
戴莫氏魮（学名：Barbus diamouanganai）為輻鰭魚綱鯉形目鯉科魮屬的其中一個種。該物種分布於非洲剛果民主共和國Loubomo河，生活在淡水流域中，體長可達11.3公分。

## 扩展阅读
維基物種上的相關：戴莫氏魮